# 7th Symphony
7th Symphony – siódmy album studyjny fińskiej grupy muzycznej Apocalyptica. Wydawnictwo ukazało się 20 sierpnia 2010 roku w Niemczech, Szwajcarii i Austrii, 23 sierpnia w pozostałych krajach świata. W Stanach Zjednoczonych i w Kanadzie płyta została wydana 24 sierpnia.
Płytę poprzedził wydany 8 czerwca tego samego roku singel zatytułowany „End of Me” do którego został zrealizowany również teledysk. 26 sierpnia ukazał się drugi teledysk promujący płytę do utworu pt. „Sacra”. Wszystkie kompozycje wyprodukował Joe Barresi, z wyjątkiem utworów „Not Strong Enough” i „Broken Pieces”, które wyprodukował Howard Benson. Dodatkowe prace produkcyjne w utworze „Broken Pieces” wykonał Chris Lord-Alge.
Album został nagrany w Sonic Pump Studios w Helsinkach, z wyjątkiem partii perkusji, które nagrano w JHOC Studios w Pasadenie w Kalifornii w Stanach Zjednoczonych. Natomiast miksowanie odbyło się w JHOC Studios. Z kolei mastering został wykonany w Bernie Grundman Mastering Studio w Hollywood w USA.
Gościnnie w nagraniach wzięli udział perkusista Dave Lombardo znany z występów w zespole Slayer, wokalistka Lacey Mosley, wówczas członkini grupy Flyleaf, wokalista i gitarzysta Gavin Rossdale lider grupy Bush, Joe Duplantier z zespołu Gojira oraz wokalista grupy Shinedown - Brent Smith.
Album dotarł do 31. miejsca listy Billboard 200 w Stanach Zjednoczonych sprzedjac się w nakładzie 13 tys. egzemplarzy w przeciągu tygodnia od dnia premiery. 12 stycznia 2011 roku płyta uzyskała w Polsce status złotej sprzedając się nakładzie 10 tys. egzemplarzy.

## Lista utworów
Opracowano na podstawie materiału źródłowego.
| Edycja podstawowa | Edycja podstawowa                                | Edycja podstawowa                                              | Edycja podstawowa |
| Nr                | Tytuł utworu                                     | Autorzy                                                        | Długość           |
| ----------------- | ------------------------------------------------ | -------------------------------------------------------------- | ----------------- |
| 1.                | „At the Gates of Manala”                         | Eicca Toppinen, Mikko Sirén, Paavo Lötjönen, Perttu Kivilaakso | 7:03              |
| 2.                | „End of Me (featuring Gavin Rossdale)”           | Gavin Rossdale, Eicca Toppinen, Johnny Andrews                 | 3:29              |
| 3.                | „Not Strong Enough (featuring Brent Smith)”      | Diane Warren                                                   | 3:36              |
| 4.                | „2010 (featuring Dave Lombardo)”                 | Dave Lombardo, Mikko Sirén, Paavo Lötjönen, Perttu Kivilaakso  | 4:32              |
| 5.                | „Beautiful”                                      | Perttu Kivilaakso                                              | 2:19              |
| 6.                | „Broken Pieces (featuring Lacey Mosley)”         | Eicca Toppinen, Fiora Cutler, Guy Sigsworth                    | 3:55              |
| 7.                | „On the Rooftop with Quasimodo”                  | Mikko Sirén                                                    | 5:00              |
| 8.                | „Bring Them to Light (featuring Joe Duplantier)” | Joe Duplantier, Eicca Toppinen                                 | 4:42              |
| 9.                | „Sacra”                                          | Eicca Toppinen, Mikko Sirén                                    | 4:22              |
| 10.               | „Rage of Poseidon”                               | Eicca Toppinen, Mikko Sirén, Paavo Lötjönen, Perttu Kivilaakso | 8:49              |
|                   |                                                  |                                                                | 47:47             |

| Edycja rozszerzona | Edycja rozszerzona                               | Edycja rozszerzona                                             | Edycja rozszerzona |
| Nr                 | Tytuł utworu                                     | Autorzy                                                        | Długość            |
| ------------------ | ------------------------------------------------ | -------------------------------------------------------------- | ------------------ |
| 1.                 | „At the Gates of Manala”                         | Eicca Toppinen, Mikko Sirén, Paavo Lötjönen, Perttu Kivilaakso | 7:03               |
| 2.                 | „End of Me (featuring Gavin Rossdale)”           | Gavin Rossdale, Eicca Toppinen, Johnny Andrews                 | 3:29               |
| 3.                 | „Not Strong Enough (featuring Brent Smith)”      | Diane Warren                                                   | 3:36               |
| 4.                 | „2010 (featuring Dave Lombardo)”                 | Dave Lombardo, Mikko Sirén, Paavo Lötjönen, Perttu Kivilaakso  | 4:32               |
| 5.                 | „Through Paris In A Sportscar”                   | Mikko Sirén                                                    | 4:01               |
| 6.                 | „Beautiful”                                      | Perttu Kivilaakso                                              | 2:19               |
| 7.                 | „Broken Pieces (featuring Lacey Mosley)”         | Eicca Toppinen, Fiora Cutler, Guy Sigsworth                    | 3:55               |
| 8.                 | „On the Rooftop with Quasimodo”                  | Mikko Sirén                                                    | 5:00               |
| 9.                 | „Bring Them to Light (featuring Joe Duplantier)” | Joe Duplantier, Eicca Toppinen                                 | 4:42               |
| 10.                | „Sacra”                                          | Eicca Toppinen, Mikko Sirén                                    | 4:22               |
| 11.                | „Rage of Poseidon”                               | Eicca Toppinen, Mikko Sirén, Paavo Lötjönen, Perttu Kivilaakso | 8:49               |
| 12.                | „The Shadow of Venus”                            | Eicca Toppinen, Perttu Kivilaakso                              | 4:01               |
|                    |                                                  |                                                                | 55:49              |

| Bonus DVD "Acoustic at The Sibelius Academy" | Bonus DVD "Acoustic at The Sibelius Academy" | Bonus DVD "Acoustic at The Sibelius Academy"   | Bonus DVD "Acoustic at The Sibelius Academy" |
| Nr                                           | Tytuł utworu                                 | Autorzy                                        | Długość                                      |
| -------------------------------------------- | -------------------------------------------- | ---------------------------------------------- | -------------------------------------------- |
| 1.                                           | „Beautiful”                                  | Perttu Kivilaakso                              | 2:37                                         |
| 2.                                           | „Not Strong Enough (featuring Tipe Johnson)” | Diane Warren                                   | 4:06                                         |
| 3.                                           | „End Of Me (featuring Tipe Johnson)”         | Eicca Toppinen, Gavin Rossdale, Johnny Andrews | 3:25                                         |
| 4.                                           | „I Don't Care (featuring Tipe Johnson)”      | Adam Gontier, Eicca Toppinen, Max Martin       | 3:40                                         |
| 5.                                           | „Sacra”                                      | Eicca Toppinen, Mikko Sirén                    | 4:05                                         |
| 6.                                           | „Bittersweet”                                | Eicca Toppinen                                 | 3:40                                         |
|                                              |                                              |                                                | 21:33                                        |

| Memory Stick (WAV) | Memory Stick (WAV)                               | Memory Stick (WAV)                                             | Memory Stick (WAV) |
| Nr                 | Tytuł utworu                                     | Autorzy                                                        | Długość            |
| ------------------ | ------------------------------------------------ | -------------------------------------------------------------- | ------------------ |
| 1.                 | „At the Gates of Manala”                         | Eicca Toppinen, Mikko Sirén, Paavo Lötjönen, Perttu Kivilaakso | 7:03               |
| 2.                 | „End of Me (featuring Gavin Rossdale)”           | Gavin Rossdale, Eicca Toppinen, Johnny Andrews                 | 3:29               |
| 3.                 | „Not Strong Enough (featuring Brent Smith)”      | Diane Warren                                                   | 3:36               |
| 4.                 | „2010 (featuring Dave Lombardo)”                 | Dave Lombardo, Mikko Sirén, Paavo Lötjönen, Perttu Kivilaakso  | 4:32               |
| 5.                 | „Through Paris In A Sportscar”                   | Mikko Sirén                                                    | 4:01               |
| 6.                 | „Beautiful”                                      | Perttu Kivilaakso                                              | 2:19               |
| 7.                 | „Broken Pieces (featuring Lacey Mosley)”         | Eicca Toppinen, Fiora Cutler, Guy Sigsworth                    | 3:55               |
| 8.                 | „On the Rooftop with Quasimodo”                  | Mikko Sirén                                                    | 5:00               |
| 9.                 | „Bring Them to Light (featuring Joe Duplantier)” | Joe Duplantier, Eicca Toppinen                                 | 4:42               |
| 10.                | „Sacra”                                          | Eicca Toppinen, Mikko Sirén                                    | 4:22               |
| 11.                | „Rage of Poseidon”                               | Eicca Toppinen, Mikko Sirén, Paavo Lötjönen, Perttu Kivilaakso | 8:49               |
| 12.                | „The Shadow of Venus”                            | Eicca Toppinen, Perttu Kivilaakso                              | 4:01               |
| 13.                | „Ukraine Tourfilm (Video)”                       |                                                                | 5:41               |
| 14.                | „End Of Me (Videoclip)”                          | Gavin Rossdale, Eicca Toppinen, Johnny Andrews                 | 3:29               |
|                    |                                                  |                                                                | 1:04:59            |

| iTunes Deluxe Version | iTunes Deluxe Version                                              | iTunes Deluxe Version                                          | iTunes Deluxe Version |
| Nr                    | Tytuł utworu                                                       | Autorzy                                                        | Długość               |
| --------------------- | ------------------------------------------------------------------ | -------------------------------------------------------------- | --------------------- |
| 1.                    | „At the Gates of Manala”                                           | Eicca Toppinen, Mikko Sirén, Paavo Lötjönen, Perttu Kivilaakso | 7:03                  |
| 2.                    | „End of Me (featuring Gavin Rossdale)”                             | Gavin Rossdale, Eicca Toppinen, Johnny Andrews                 | 3:29                  |
| 3.                    | „Not Strong Enough (featuring Brent Smith)”                        | Diane Warren                                                   | 3:36                  |
| 4.                    | „2010 (featuring Dave Lombardo)”                                   | Dave Lombardo, Mikko Sirén, Paavo Lötjönen, Perttu Kivilaakso  | 4:32                  |
| 5.                    | „Through Paris In A Sportscar”                                     | Mikko Sirén                                                    | 4:01                  |
| 6.                    | „Beautiful”                                                        | Perttu Kivilaakso                                              | 2:19                  |
| 7.                    | „Broken Pieces (featuring Lacey Mosley)”                           | Eicca Toppinen, Fiora Cutler, Guy Sigsworth                    | 3:55                  |
| 8.                    | „On the Rooftop with Quasimodo”                                    | Mikko Sirén                                                    | 5:00                  |
| 9.                    | „Bring Them to Light (featuring Joe Duplantier)”                   | Joe Duplantier, Eicca Toppinen                                 | 4:42                  |
| 10.                   | „Sacra”                                                            | Eicca Toppinen, Mikko Sirén                                    | 4:22                  |
| 11.                   | „Rage of Poseidon”                                                 | Eicca Toppinen, Mikko Sirén, Paavo Lötjönen, Perttu Kivilaakso | 8:49                  |
| 12.                   | „The Shadow of Venus”                                              | Eicca Toppinen, Perttu Kivilaakso                              | 4:01                  |
| 13.                   | „Spiral Architect”                                                 | Tony Iommi, Ozzy Osbourne, Geezer Butler, Bill Ward            | 3:16                  |
| 14.                   | „Beautiful (video, Live At the Sibelius Academy Helsinki)”         | Perttu Kivilaakso                                              | 2:37                  |
| 15.                   | „Not Strong Enough (video, Live At the Sibelius Academy Helsinki)” | Diane Warren                                                   | 4:05                  |
| 16.                   | „End of Me (video, Live At the Sibelius Academy Helsinki)”         | Eicca Toppinen, Gavin Rossdale, Johnny Andrews                 | 3:26                  |
| 17.                   | „I Don't Care (video, Live At the Sibelius Academy Helsinki)”      | Adam Gontier, Eicca Toppinen, Max Martin                       | 3:39                  |
| 18.                   | „Sacra (video, Live At the Sibelius Academy Helsinki)”             | Eicca Toppinen, Mikko Sirén                                    | 4:05                  |
| 19.                   | „Bittersweet (video, Live At the Sibelius Academy Helsinki)”       | Lauri Ylönen, Ville Valo, Eicca Toppinen                       | 3:40                  |
|                       |                                                                    |                                                                | 1:20:37               |

| Edycja Amazon Germany | Edycja Amazon Germany                            | Edycja Amazon Germany                                          | Edycja Amazon Germany |
| Nr                    | Tytuł utworu                                     | Autorzy                                                        | Długość               |
| --------------------- | ------------------------------------------------ | -------------------------------------------------------------- | --------------------- |
| 1.                    | „At the Gates of Manala”                         | Eicca Toppinen, Mikko Sirén, Paavo Lötjönen, Perttu Kivilaakso | 7:03                  |
| 2.                    | „End of Me (featuring Gavin Rossdale)”           | Gavin Rossdale, Eicca Toppinen, Johnny Andrews                 | 3:29                  |
| 3.                    | „Not Strong Enough (featuring Brent Smith)”      | Diane Warren                                                   | 3:36                  |
| 4.                    | „2010 (featuring Dave Lombardo)”                 | Dave Lombardo, Mikko Sirén, Paavo Lötjönen, Perttu Kivilaakso  | 4:32                  |
| 5.                    | „Beautiful”                                      | Perttu Kivilaakso                                              | 2:19                  |
| 6.                    | „Broken Pieces (featuring Lacey Mosley)”         | Eicca Toppinen, Fiora Cutler, Guy Sigsworth                    | 3:55                  |
| 7.                    | „On the Rooftop with Quasimodo”                  | Mikko Sirén                                                    | 5:00                  |
| 8.                    | „Bring Them to Light (featuring Joe Duplantier)” | Joe Duplantier, Eicca Toppinen                                 | 4:42                  |
| 9.                    | „Sacra”                                          | Eicca Toppinen, Mikko Sirén                                    | 4:22                  |
| 10.                   | „Rage of Poseidon”                               | Eicca Toppinen, Mikko Sirén, Paavo Lötjönen, Perttu Kivilaakso | 8:49                  |
| 11.                   | „Return Game”                                    | Eicca Toppinen                                                 | 4:16                  |
|                       |                                                  |                                                                | 52:03                 |

## Twórcy
Opracowano na podstawie materiału źródłowego.
| Zespół Apocalyptica w składzie - Eicca Toppinen – wiolonczela - Paavo Lötjönen – wiolonczela - Perttu Kivilaakso – wiolonczela - Mikko Sirén – perkusja Dodatkowi muzycy - Dave Lombardo – gościnnie perkusja (4) - Gavin Rossdale – gościnnie wokal prowadzący (2) - Johnny Andrews – wokal wspierający (2) - Joe Duplantier – gościnnie wokal prowadzący (8) - Brent Smith – gościnnie wokal prowadzący (3) - Lacey Mosley – gościnnie wokal prowadzący (6) - Paul Bushnell – sesyjnie gitara basowa (3, 6) |  | Produkcja - Paul DeCarli – edycja cyfrowa - Brian Gardner – mastering - Joe Barresi – produkcja muzyczna (1-2, 4-5, 7-10), miksowanie (1-2, 4-10), inżynieria dźwięku - Howard Benson – produkcja muzyczna (3, 6), instrumenty klawiszowe, programowanie - Chris Lord-Alge – miksowanie (3), produkcja muzyczna (3) - Mike Fasano, Jon Nicholson – obsługa techniczna perkusji - Jason Gossman, Morgan Stratton, Sean Oakley – asystent w ramach miksowania - Nik Karpen, Keith Armstrong, Ossi Tuomela, Nino Laurenne – asystent inżyniera dźwięku - Hatsukazu "Hatch" Inagaki, Matias Kupiainen, Andrew Schubert, Brad Townsend, Mike Plotnikoff – inżynieria dźwięku Inne - Ralf Strathmann, Mikko Harma – zdjęcia - Dirk Rudolph – dizajn - Mirella Koullias – modelka |

## Wydania
| Rok  | Nr katalogowy | Format                                    | Wydawca                               | Region    | Źródło |
| ---- | ------------- | ----------------------------------------- | ------------------------------------- | --------- | ------ |
| 2010 | 88697698142   | CD, Album + DVD-V, PAL + Ltd, Dig         | Dragnet Records                       | Europa    | [ 1 ]  |
| 2010 | 0602527478838 | CD, Album + DVD-V, PAL + Ltd, Dig         | Sony Music Entertainment Germany GmbH | Europa    | [ 1 ]  |
| 2010 | 060252747891  | CD, Album                                 | Spinefarm Records U.K.                | Europa    | [ 1 ]  |
| 2010 | 88697759302   | CD, Album, Eco                            | Dragnet Records, Columbia Records     | Europa    | [ 1 ]  |
| 2010 | b.d.          | CD, Album, Promo, Car                     | Sony Music Entertainment Germany GmbH | Europa    | [ 1 ]  |
| 2010 | 886977612855  | M/Stick, MPEG-4 Video, WAV, WMV, Ltd, 2GB | Dragnet Records                       | Europa    | [ 1 ]  |
| 2010 | 88697743582   | CD, Album                                 | Sony Music Russia                     | Rosja     | [ 1 ]  |
| 2010 | 88697635902   | CD, Album                                 | Dragnet Records, Columbia Records     | Australia | [ 1 ]  |
| 2010 | 88697743582   | CD, Album                                 | Dragnet Records, Columbia, Sony Music | Ukraina   | [ 1 ]  |
| 2010 | 88697635902   | CD, Album                                 | Dragnet Records, Columbia, Sony Music | Kanada    | [ 1 ]  |
| 2010 | 88697635901   | LP, Album                                 | Dragnet Records                       | Niemcy    | [ 1 ]  |
| 2010 | 88697635902   | 2xCD, Ltd, Med                            | Dragnet Records                       | Niemcy    | [ 1 ]  |
| 2010 | 88697635902   | CD, Album                                 | Dragnet Records, Columbia, Sony Music | Niemcy    | [ 1 ]  |
| 2010 | 88697-75436-2 | CD, Album, Ltd + DVD, PAL                 | Dragnet Records                       | Niemcy    | [ 1 ]  |
| 2010 | 886977748219  | LP, Album, Ltd, Red                       | Dragnet Records                       | Niemcy    | [ 1 ]  |

## Listy sprzedaży
| Lista                        | Kraj              | Pozycja | Status      |
| ---------------------------- | ----------------- | ------- | ----------- |
| Ö3 Austria Top 40            | Austria           | 6       | —           |
| Ultratop 50                  | Belgia            | 34      | —           |
| Suomen virallinen lista      | Finlandia         | 2       | —           |
| SNEP                         | Francja           | 34      | —           |
| IFPI Greece                  | Grecja            | 5       | —           |
| Top 200                      | Kanada            | 19      | —           |
| AMPROFON                     | Meksyk            | 15      | —           |
| OLiS                         | Polska            | 5       | złota płyta |
| Billboard 200                | Stany Zjednoczone | 31      | —           |
| Rock Albums                  | Stany Zjednoczone | 9       | —           |
| Billboard Independent Albums | Stany Zjednoczone | 6       | —           |
| Alternative Albums           | Stany Zjednoczone | 5       | —           |
| Hard Rock Albums             | Stany Zjednoczone | 4       | —           |
| Schweizer Hitparade          | Szwajcaria        | 5       | —           |